# Kurhaus Wiesbaden
Kurhaus Wiesbaden er et kursted i den tyske by Wiesbaden i delstaten Hessen. Kurhaus fungerer tillige som byens kongrescenter.
Udover funktionen som kongrescenter er der i Kurhaus beliggende en restaturant og et kasino. Kasinoet er kendt for (pr. 2005) at have tilladelse til at spille om de højeste indsatser i Tyskland.